# Strymon bebrycia
Strymon bebrycia is een vlinder uit de familie van de Lycaenidae. De wetenschappelijke naam van de soort werd als Thecla bebrycia in 1868 gepubliceerd door William Chapman Hewitson. Bebrycia is een landstreek in Bithynië.

## Synoniemen
- Thecla chonida Hewitson, 1874
- Strymon buchholzi Freeman, 1950